# Бугроватский сельский совет
Бугроватский сельский совет (укр. Бугруватська сільська рада) — входит в состав Ахтырского района Сумской области Украины.
Административный центр сельского совета находится в 
с. Бугроватое.

## Населённые пункты совета
- с. Бугроватое
- с. Восьмое Березня